# Tytila dell'Anglia orientale
Tytila (... – 593 circa) fu re dell'Anglia orientale dal 578 fino alla sua morte.
Era padre di Rædwald. Il suo nome è la forma anglosassone del nome gotico Totila.